# Dzodze
Dzodze – miasto w Ghanie, w regionie Wolta, w dystrykcie Ketu North.